# 모미타니 마사히로
모미타니 마사히로(일본어: 籾谷 真弘, 1981년 6월 2일 ~ )는 일본의 전 축구 선수이다.

## 구단 경력
과거 세레소 오사카, 더스파 구사쓰, AC 나가노 파르세이루에서 활동하였다.